# Persons in Britain (Vlak)
Persons in Britain - Big Ben Variations is een compositie voor harmonieorkest van de Nederlandse componist Kees Vlak. Het werk werd gecomponeerd in opdracht van de Stichting Overkoepeling Nederlandse Muziek Organisaties (SONMO).